# Nike Ardilla
Raden Rara Nike Ratnadilla, née le 27 décembre 1975 à Bandung et morte le 19 mars 1995 dans la même ville, est une chanteuse et actrice indonésienne,.

## Biographie
Ardilla a joué un rôle déterminant dans le retour du pop rock sur la scène musicale indonésienne et l'a dominée pendant la première moitié des années 1990.
Au sommet de sa carrière et de sa renommée en 1995, elle été impliqué dans un accident de la circulation qui lui coûté la vie à l'âge de 19 ans. Sa mort a déclenché une vague nationale de chagrin.